# 회랑 (복도)

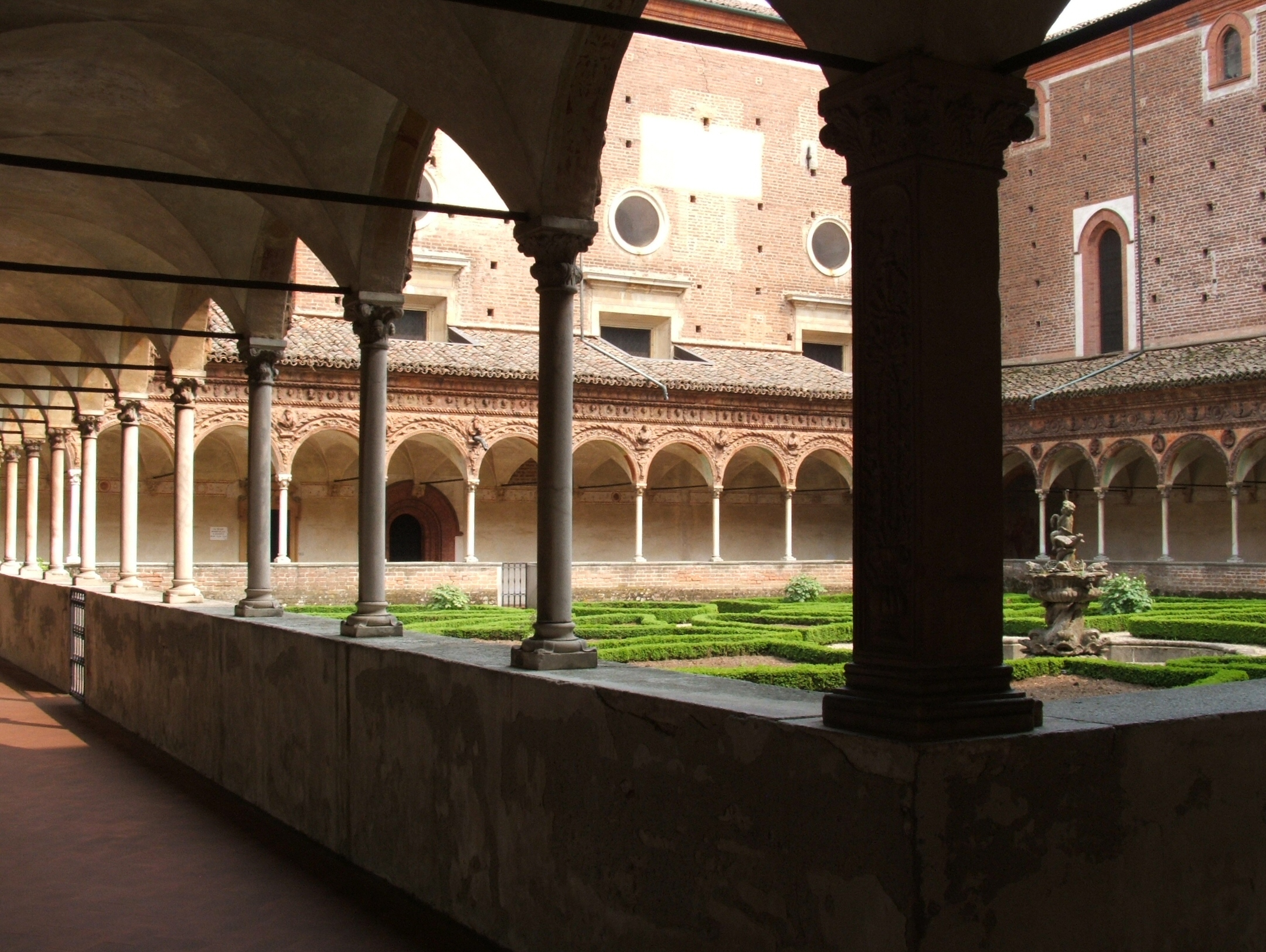

회랑(回廊)은 사원, 교회, 수도원, 궁전 등에서 건물과 정원 등을 둘러싸도록 만들어진 복도이다.